# HD 3
HD 3 är en vit stjärna i huvudserien i stjärnbilden Andromeda.
Stjärnan har nebulösa linjer i sitt spektrum som tyder på snabb rotation. Den har visuell magnitud +6,71 och kräver fältkikare för att kunna observeras.